# Muntschat Tzummarum
De Muntschat Tzummarum is een depotvondst uit 1991 bij het dorp Tzummarum in de provincie Friesland.

## Geschiedenis
De muntvondst bestaat uit ongeveer 2800 zilveren munten die dateren uit de tijd van Lodewijk de Vrome (814-840), Lotharius I (840-855) en Karel de Kale (840-877).  Deze machthebbers lieten in Dorestad munten slaan.
De muntschat werd aangekocht door Het Koninklijk Penningkabinet in Leiden. In 2009 waren de munten onderdeel van de tentoonstelling Dorestad, Wereldstad in de Middeleeuwen in het Rijksmuseum van Oudheden in Leiden.